# Tuek Phos
Tuek Phos är ett distrikt i Kambodja.   Det ligger i provinsen Kampong Chhnang, i den centrala delen av landet, 80 km nordväst om huvudstaden Phnom Penh.